# 舞洲ベースボールスタジアム
舞洲ベースボールスタジアム（まいしまベースボールスタジアム）は、大阪府大阪市此花区の舞洲スポーツアイランド内にある野球場で、1996年4月に開場。大阪シティ信用金庫が命名権を取得した2017年6月15日からは、大阪シティ信用金庫スタジアム（おおさかシティしんようきんこスタジアム）という呼称を用いている。以下の本文中には便宜上、大阪シティ信用金庫が命名権を取得するまでの舞洲ベースボールスタジアムを「舞洲スタジアム」、命名権取得後の同スタジアムを「シティ信金スタジアム」と略記する。
本ページでは、NPBオリックス・バファローズ二軍の本拠地として2016年に当スタジアムの近隣へ建設された舞洲バファローズスタジアム（「舞洲サブ球場」→「オセアンバファローズスタジアム舞洲」→ 「杉本商事バファローズスタジアム舞洲」）についても述べる。

## 歴史

### 大阪市が所有していた時期
舞洲スタジアムは、大阪市の建設によって1996年に完成。同市への2008年夏季オリンピック招致が実現した暁に野球競技の会場として用いられることを予定していたが、実際には招致に至らなかった。
2016年3月31日までは、大阪市が保有したうえで、ミズノグループ（美津濃、南海ビルサービス、日本パナユーズ、ホビーライフによる共同企業体）が指定管理者として運営管理を担っていた。

### オリックスグループによる買収後
日本プロ野球（NPB）のオリックス・バファローズでは、球団創設1年目の1989年（当時のチーム名は「オリックス・ブレーブス」）から、ファームチーム（二軍）の本拠地を神戸総合運動公園野球場内の「グリーンスタジアム神戸サブ球場」（神戸市須磨区）に設定。チーム名を「オリックス・ブルーウェーブ」に変更した1991年以降は、一軍の本拠地も同公園内の「グリーンスタジアム神戸」（現在の「ほっともっとフィールド神戸」）に置いていた。
オリックス球団は、2004年のシーズン終了後に、大阪近鉄バファローズとの球団統合によってチーム名を「オリックス・バファローズ」に変更。2005年から2007年までは、合併に伴う暫定措置として、近鉄最後の一軍本拠地であった大阪市西区の大阪ドーム（京セラドーム大阪）とグリーンスタジアム神戸（当時の名称は「スカイマークスタジアム」）を一軍の本拠地（ダブルフランチャイズ）として扱っていた。暫定措置期間が終了した2008年以降は、一軍の本拠地を大阪ドームに集約させながら、グリーンスタジアム神戸も準本拠地扱いで主催試合を随時実施している。
一方の二軍では、近鉄との合併後も、神戸サブ球場を本拠地に使用していた。しかし、当時サブ球場の周辺にあった球団関連施設（選手寮として使われていた初代「青濤館」など）で、老朽化が年々進行。選手の練習や「青濤館」での生活などにも支障を来すようになったため、オリックス球団では2010年代の前半から、二軍の本拠地を舞洲スタジアムへ移転することを検討してきた。大阪ドームと同じ大阪市内の舞洲を移転先に定めた背景には、大阪市がオリンピックの招致を視野にスポーツ関連の施設を整備してきたことや、自動車を利用すれば（練習や一・二軍間の選手の入れ替えなどに伴う）往復が短時間で済むほどドームに近いことなどが挙げられている。
大阪市は2015年12月7日に、舞洲スタジアムの敷地および、スタジアム北西部の市所有地（舞洲野球場北西用地）の活用に関する一般競争入札を実施。この入札に京セラドーム大阪などを運営するオリックスグループの大阪シティドームが参加したところ、月額599万円の賃料を大阪市へ支払うことを条件に、2016年4月1日から50年間にわたって当該土地の定期借地権を取得することが決まった。また、舞洲スタジアムも、入札と同時に6,400万円で大阪シティドームへ売却。オリックス球団では、以上の取引が成立したことを受けて、本拠地の移転計画を正式に発表した。2016年には、舞洲野球場北西用地に第二球場（舞洲サブ球場）、室内練習場、選手寮の（第2代）「青濤館」を新設。2017年シーズンからは、初代の「青濤館」を閉鎖したうえで、以上の施設の稼働を始めた。
オリックス球団による二軍本拠地の移転をめぐっては、ウエスタン・リーグ主管試合の大半を舞洲スタジアムで開催することを当初の計画で想定していた。しかし、アマチュア野球での使用を優先するため、2017年にはナイター照明設備のないサブ球場でのみ公式戦を開催。前年まで本拠地・練習場として利用した神戸サブ球場をはじめ、近畿圏内の他球場でも、一部の公式戦を引き続き実施している。
なお、2021年のNPBシーズン全日程終了2日後の11月29日には、サブ球場から道路を挟んで北東に300m（第2代「青濤館」から北東に500m）ほど離れた場所に位置する日立物流西日本の倉庫で午前中に火災が発生。12月4日に鎮火するまでに5日を要したが、球場は11月29日から使用されておらず、敷地内の球団施設も含めて火災による被害を免れた。

#### 命名権契約によるスタジアム名の改称

##### 舞洲ベースボールスタジアム
大阪シティ信用金庫の前身に当たる大阪市信用金庫では、大阪市内に本社を置いていた縁で、舞洲スタジアムの建設費の一部を大阪市に寄付。また、スタジアムの開場1年目（1996年）から、大阪府春季少年軟式野球大会を開催してきた。大阪市信用金庫・大阪東信用金庫・大福信用金庫との対等合併による大阪シティ信用金庫の設立（2013年11月）以降も、大阪市信用金庫が存続会社になった関係で、大会の特別協賛を続けている。
上記の活動を背景に、大阪シティ信用金庫では2017年6月15日付で、舞洲スタジアムのネーミングライツ契約を大阪シティドームとの間で締結した。契約期間は同日から3年間で、期間中には大阪シティ信用金庫スタジアムという名称と、シティ信金スタ（－しんきん－）という略称を使用する。なお、改称後の2019年11月12日（火曜日）には、NPBの12球団合同トライアウトを初めて開催。翌2020年には、大阪シティ信用金庫が6月15日付でネーミングライツ契約を更新している。

##### 舞洲サブ球場
オリックス球団では、2018年1月22日付で、舞洲サブ球場を舞洲バファローズスタジアムに改称（略称は舞洲Bs）。その一方で、ウエスタン・リーグ主管試合の一部を、シティ信金スタジアムでのナイトゲームに充てるようになった。この背景には、舞洲サブ球場時代の2017年に開催した公式戦が全試合デーゲームであったことから、屋外球場における夜間の環境や、ナイトゲームが大半を占める一軍のタイムスケジュールを若手選手に体感させる必要性が球団内で高まったことが挙げられている。
さらに、2019年1月28日付で、大洋建設（横浜市内に本社を置くオセアングループ傘下の建設会社）が大阪シティドームとの間でサブ球場のネーミングライツ契約を締結。2022年1月31日までの契約期間中には、オセアンバファローズスタジアム舞洲という名称と、オセアンBSという略称を使用していた。
もっとも、大洋建設がネーミングライツ契約を更新しなかったことから、大阪シティドームは杉本商事との間で新たに契約を締結。この契約に沿って、同年3月1日から2025年1月31日までは、杉本商事バファローズスタジアム舞洲（すぎもとしょうじバファローズスタジアムまいしま）という名称と杉本商事BS（または杉本商事）という略称を使用する。

## 使用実績
- オリックス・バファローズ二軍チーム（元・サーパス神戸→サーパス）の主催試合
  - 一軍については、公式戦での使用実績はないが、2019年から主催オープン戦の一部カードで使用している[15]。
  - 二軍（ウエスタン・リーグ）主管試合については、二軍の本拠地を神戸市内に置いていた2016年まで、一部の試合をナイトゲームとして開催していた。前述したチーム事情を背景に、「大阪シティ信金スタジアム」への改称後の2018年からは、ナイトゲーム限定で主管試合の開催を復活させている。ただし、年頭から新型コロナウイルスへの感染が拡大している2020年には、当球場での開催を見送った。
- 全国高等学校野球選手権大阪大会
  - 開場年の1996年から大阪大会の会場に加わった。2004年まで決勝戦会場だった藤井寺球場が2005年1月末をもって閉鎖されたため、同年から当球場が決勝戦会場になっている。
  - 大阪府内の高校から北大阪代表・南大阪代表を1校ずつ出場させる記念大会の開催年（2008年・2018年）には、南大阪大会 → 北大阪大会の順に、当球場で決勝戦を実施した。
  - 新型コロナウイルスへの感染拡大の影響で本大会とともに中止された2020年には、中止の決定後に大阪府高等学校野球連盟が「令和2年大阪府高等学校野球大会」（大阪大会の代替大会）の開催を決めたことから、大会の試合の一部（最終日の8月11日に組み込まれた準決勝など）で当球場を使用した。
  - 2025年は大阪・関西万博交通円滑化のため当球場を使用しない。
- 都市対抗野球大会阪和地区予選（毎年6月に使用）
- エイジェックカップ日本少年野球選手権大会（8月開催）
- NPB12球団合同トライアウト（2019年に初めて使用）

### 主なエピソード
- 第97回全国高等学校野球選手権大阪大会2回戦・大阪桐蔭対履正社戦（2015年7月19日）
  - 大阪大会史上初の4連覇を目指す大阪桐蔭と、前年の第86回選抜高等学校野球大会準優勝校で、選手権全国大会3季振りの出場を狙う履正社が初戦で対戦。大阪大会では全国の地方大会で唯一、2019年までシード制を導入していなかったため、「事実上の決勝戦」と呼ばれた。
  - この試合は当初、久宝寺球場で予定されていた。しかし、同球場で収容できないほど多数の観客が見込まれたため、会場を急遽舞洲スタジアムに変更。結局、13,000名ほどの観衆が集まった。舞洲スタジアムでは、外野席を立ち見客用に開放するなどの措置を取ったが、結局入場制限を実施。また、球場へ直結する公共交通機関がバスに限られていることから、周辺の道路では自家用車による大渋滞が生じた[16]。
  - 試合は、大阪桐蔭が5 - 1で履正社に勝利した。しかし、大阪桐蔭は7月28日に舞洲スタジアムで開かれた準々決勝で大阪偕星に敗退[17]。同月31日に当球場で開かれた決勝戦では、大阪偕星が大体大浪商を4 - 3で下して、春夏を通じての全国大会初出場を決めた[18]。
- 2015 WBSC U-18ワールドカップ（2015年8月28日 - 9月6日）[19]
  - 大会史上初めて日本が開催国になったことを受けて、大阪市南港中央野球場・豊中ローズ球場・甲子園球場と併用。当初は、「グループリーグ」（予選リーグ）から「スーパーラウンド」（グループリーグ上位のチーム同士による対戦ラウンド）まで使用する予定だった。大会最終日の9月6日（日曜日）には、甲子園で決勝戦（日本対アメリカ戦）の前に組まれていた3位決定戦（韓国対オーストラリア戦）を、天候不良などを理由に急遽当球場で開催している。

## 施設概要

### 舞洲ベースボールスタジアム（大阪シティ信用金庫スタジアム）
- グラウンド面積：13,587m2
- 両翼：100m、中堅：122m
- 内野：黒土、外野：天然芝
- 収容人員：10,000人（内野：椅子席、外野：芝生席）
- スコアボード：電光掲示板（日本宝くじ協会の助成を受けており、「宝くじからの贈りもの」というメッセージが右下にある）
- 照明設備：6基

公認野球規則で定められた現代のプロ野球用野球場の基準を満たしているばかりか、努力義務もおおむね達成するほどの規模を備えた極めて近代的な球場で、アマチュア野球のトーナメントや少年野球の試合を中心に使われている。プレイグラウンドは中堅122m、両翼100mと広く、天然芝で整備。ナイター照明設備、電光掲示板、アナウンス設備があるほか、ベンチ裏にはシャワー、縦長の鏡、ブルペンなどを設けている。ただし、大阪湾に近いため、常に海風が吹く。また、スタンドには屋根が一切設けられていない。
大阪市から大阪シティドームへの払い下げ後は、一般に開放する時間帯を9:00 - 21:00として、毎日6枠（1枠当たり2時間）の利用枠を設定。大阪シティドームがFAX限定で予約を受け付けた後に、抽選で利用者を決定する。なお、FAXでの予約受付期間中に申し込みのなかった利用枠については、後日に先着順で電話による予約を受け付ける。

### 舞洲バファローズスタジアム（杉本商事バファローズスタジアム舞洲）
- 両翼：100m、中堅：122m
- 内野：黒土、外野：天然芝
- 収容人員：500人（ベンチ席、ネット裏のみ）
- スコアボード：LED式フルカラー電光掲示板（フリーボード型）
- 照明設備：なし

三塁側の場外に駐車場、左翼の場外に「青濤館」と室内練習場が隣接する球場で、プレイグラウンドの広さは舞洲スタジアムと共通。ナイター照明設備がないため、試合や練習での使用は日中に限られる。
その一方で、開場と同時に、一塁側ベンチとブルペンの間に「ファンサービスゾーン」（縦約5m×横約20m）が設けられた。NPB球団の本拠地では一・二軍を通じて初めての施設で、オリックスの主催試合で使用する場合には、選手とファンによるハイタッチなどのイベントを毎試合実施している。ただし、公認野球規則などの規定との兼ね合いで、観客席には使用できない。また、ネット裏にあるスタンドには、屋根が一切設けられていない。
左中間のラバーフェンスの後方には、スコアボードと同じ高さの支柱を立てたうえで、黒色の網をバックスクリーン代わりに張っている。球場が大阪湾の近くにある関係で、日本の球場で広く用いられている壁状のバックスクリーンでは強風で倒れる可能性があることを踏まえた措置だが、2019年シーズンまでは全幅が狭く目の粗い網が用いられていた。このため、試合中に大阪湾の方向から西日が差すと、左中間方向の飛球が見にくくなっていた。また、サイドスロー投手の投球をバッターボックスから眺めた場合に、当該投手の利き腕が布の端からはみ出しているように見えることも指摘されていた。同年12月の改修工事では、支柱を増やすとともに、従来に比べて全幅の広い網を三重に巻いた状態で支柱に張ることによって、以上の問題の解消を図っている。
なお、球場の外周には、完成の当初から選手用の走路が設けられている。もっとも、2018年シーズンまでは球場と走路を隔てるフェンスが低く、打撃練習中や試合中に打球が走路へ飛び込んでいた。走路にいる選手やコーチを打球が直撃する事態にも至ったことから、オリックスの二軍が宮崎春季キャンプで大阪を離れていた2019年2月に、本格的な改修工事を実施。走路の頭上や球場周辺にネットを張ったほか、一・三塁側ベンチの前に敷設されている人工芝のスペースを拡大することによって、安全性とプレーの快適さの向上を図った。
2020年シーズンには、新型コロナウイルスへの感染拡大を防ぐ目的で、オリックス二軍の主催全試合で当球場を使用。6月26日 - 28日のホーム開幕カード（広島東洋カープとの3連戦）のみ無観客試合として開催した後に、7月12日の対福岡ソフトバンクホークス戦から、条件付きで観客の入場を認めている。

## 交通

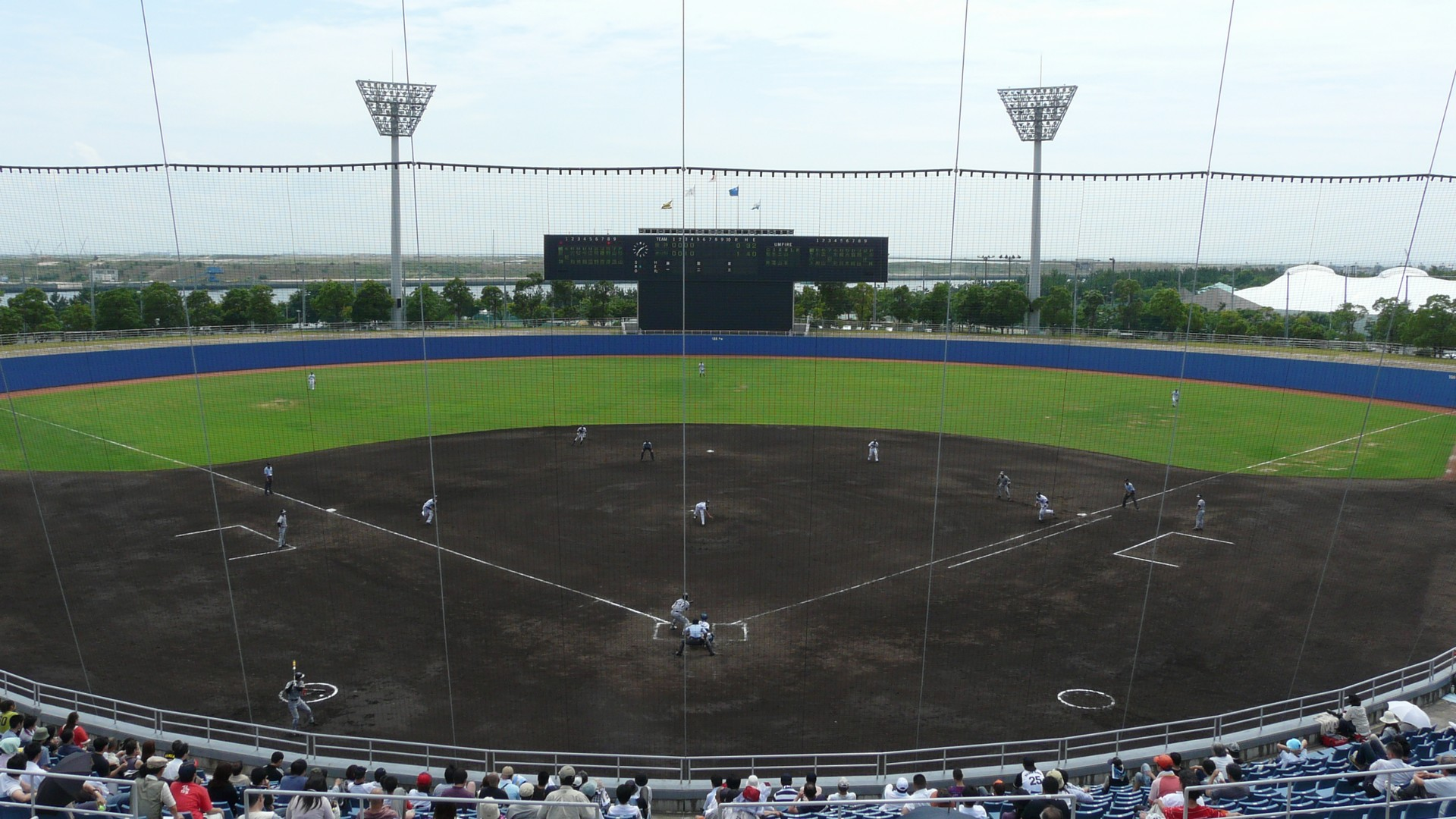
舞洲ベースボールスタジアムのグラウンド全景

- 桜島駅（JRゆめ咲線）から北港観光バス「2系統 舞洲アクティブバス」で15分
- 西九条駅（大阪環状線・JRゆめ咲線・阪神なんば線）から大阪シティバス81号系統 舞洲スポーツアイランド行で35分

両球場とも周辺に駐車スペースが多い一方、最寄りの鉄道駅から遠く、バスの本数も少ないため、公共交通機関を使っての移動は必ずしも容易ではない。